# 王建新 (1972年)
王建新（1972年—），男，汉族，湖南湘阴人，中华人民共和国政治人物，曾任中央纪委国家监委宣传部部长、新闻发言人。2022年12月，出任中共新疆维吾尔自治区党委常委、宣传部部长。
王建新也是中国共产党第二十届中央纪律检查委员会委员。